# Memoriał Bronisława Idzikowskiego i Marka Czernego 2005
Memoriał im. Bronisława Idzikowskiego i Marka Czernego 2005 – 38. edycja turnieju w celu uczczenia pamięci polskiego żużlowca Bronisława Idzikowskiego i Marka Czernego, który odbył się dnia 12 czerwca 2005 roku. Turniej wygrał Grzegorz Walasek. Po zawodach rozegrano bieg pamięci Jerzego Baszanowskiego.

## Wyniki
- Częstochowa, 12 czerwca 2005
- NCD: Sebastian Ułamek - 66,32 w wyścigu 15
- Sędzia: Jan Banasiak

| Msc. | Zawodnik                 | Klub         | Pkt |             |  |
| ---- | ------------------------ | ------------ | --- | ----------- |  |
| 1    | (14) Grzegorz Walasek    | Częstochowa  | 14  | (3,2,3,3,3) |  |
| 2    | (5) Sebastian Ułamek     | Częstochowa  | 12  | (1,3,3,3,2) |  |
| 3    | (1) Rune Holta           | Norwegia     | 12  | (3,1,3,2,3) |  |
| 4    | (8) Piotr Świderski      | Wrocław      | 11  | (2,3,1,3,2) |  |
| 5    | (3) Artur Pietrzyk       | Ostrów Wlkp. | 11  | (2,2,2,2,3) |  |
| 6    | (11) Tomasz Jędrzejak    | Ostrów Wlkp. | 9   | (1,3,2,2,1) |  |
| 7    | (12) Zbigniew Czerwiński | Rybnik       | 8   | (3,2,1,0,2) |  |
| 8    | (10) Sławomir Drabik     | Częstochowa  | 8   | (2,1,3,1,1) |  |
| 9    | (15) Andrzej Huszcza     | Zielona Góra | 7   | (1,1,2,3,0) |  |
| 10   | (6) Michał Szczepaniak   | Ostrów Wlkp. | 7   | (0,3,1,2,1) |  |
| 11   | (13) Rafał Osumek        | Częstochowa  | 6   | (2,2,1,1,0) |  |
| 12   | (7) Łukasz Romanek       | Rybnik       | 5   | (3,0,0,1,1) |  |
| 13   | (4) Roman Chromik        | Rybnik       | 5   | (1,1,2,1,0) |  |
| 14   | (16) Mateusz Szczepaniak | Częstochowa  | 3   | (0,0,0,0,3) |  |
| 15   | (9) Jordan Jurczyński    | Łódź         | 2   | (0,0,0,0,2) |  |
| 16   | (2) Michał Ciura         | Częstochowa  | 0   | (0,0,0,0,0) |  |

Bieg po biegu
1. [66,38] Holta, Pietrzyk, Chromik, Ciura
2. [66,95] Romanek, Świderski, Ułamek, Michał Szczepaniak
3. [67,37] Czerwiński, Drabik, Jędrzejak, Jurczyński
4. [67,21] Walasek, Osumek, Huszcza, Mateusz Szczepaniak
5. [66,54] Ułamek, Osumek, Holta, Jurczyński
6. [67,01] Michał Szczepaniak, Walasek, Drabik, Ciura
7. [67,75] Jędrzejak, Pietrzyk, Huszcza, Romanek
8. [67,01] Świderski, Czerwiński, Chromik, Mateusz Szczepaniak
9. [66,89] Holta, Jędrzejak, Michał Szczepaniak, Mateusz Szczepaniak
10. [67,15] Ułamek, Huszcza, Czerwiński, Ciura
11. [67,02] Walasek, Pietrzyk, Świderski, Jurczyński
12. [67,26] Drabik, Chromik, Osumek, Romanek
13. [67,07] Walasek, Holta, Romanek, Czerwiński
14. [67,37] Świderski, Jędrzejak, Osumek, Ciura
15. [66,32] Ułamek, Pietrzyk, Drabik, Mateusz Szczepaniak
16. [67,51] Huszcza, Michał Szczepaniak, Chromik, Jurczyński
17. [66,66] Holta, Świderski, Drabik, Huszcza
18. [68,09] Mateusz Szczepaniak, Jurczyński, Romanek, Ciura
19. [67,76] Pietrzyk, Czerwiński, Michał Szczepaniak, Osumek
20. [67,27] Walasek, Ułamek, Jędrzejak, Chromik

### Bieg pamięci częstochowskiego toromistrza Jerzego Baszanowskiego
1. [67,24] Pietrzyk, Ułamek, Drabik, Osumek